# Fjellstad
Fjellstad is een plaats in de Noorse gemeente Rælingen, fylke Akershus. Fjellstad telt 926 inwoners (2007) en heeft een oppervlakte van 0,7 km².